# دوشان جيليتش
دوشان جيليتش (باليونانية: Ντούσαν Γιέλιτς) مواليد 13 أغسطس 1975 في جمهورية يوغوسلافيا الاشتراكية الاتحادية، هو لاعب كرة سلة يوناني سابق. بدأ مسيرته الاحترافية في سنة 1991. يبلغ طوله 6 قدم 11 بوصة (2.1 م). اعتزل اللعب في 2011.

## المسيرة الاحترافية
لعب مع ريد ستار في موسم 1991–1992، ثم لعب مع بانيونيس من سنة 1993 إلى 2000، ثم لعب مع ريد ستار في موسم 2000–2001، ثم لعب مع أليكانتي في سنة 2001، ثم لعب مع أولمبياكوس في موسم 2001–2002، ثم لعب مع إس إس فليتشي سكاندون في الدوري الإيطالي في موسم 2002–2003، ثم لعب مع ساسكي باسكونيا في الدوري الإسباني في موسم 2003–2004، ثم لعب مع أسكو غدينيا في سنة 2004، ثم لعب مع ماكدونيكوس في موسم 2004–2005، ثم لعب مع فوتسوافك في سنة 2005.

## روابط خارجية
- دوشان جيليتش على موقع الدوري الأوروبي لكرة السلة (الإنجليزية)
- دوشان جيليتش على موقع الدوري الإسباني لكرة السلة (الإسبانية)
- دوشان جيليتش على موقع كرة السلة الأوروبية.كوم (الإنجليزية)
- دوشان جيليتش على موقع بروبوليرز (الإنجليزية)
- دوشان جيليتش على موقع سبورتس رفرنس (الإنجليزية)